# دو مفهوم آزادی

"آزادی مثبت… یک هدف معتبر جهانی است. نمی‌دانم چرا باید در این مورد شک می‌کردم، یا در مورد گزاره بعدی، که خودگردانی دموکراتیک یک نیاز اساسی بشر است، چیزی ارزشمند در خود، خواه با ادعای آزادی منفی یا هر هدف دیگری در تضاد باشد یا نباشد… آنچه که من عمدتاً می‌خواهم ثابت کنم این است که هر چه وجه مشترک بین آنها باشد و هر چیزی که در معرض تحریف شدیدتر باشد، منفی است. و آزادی مثبت یک چیز نیستند."

آیزایا برلین، "پنج مقاله دربارهٔ آزادی: مقدمه"
دو مفهوم آزادی (به انگلیسی: Two Concepts of Liberty)، اولین سخن‌رانی فیلسوف لیبرال آیزایا برلین در دانشگاه آکسفورد در ۳۱ اکتبر ۱۹۵۸ بود. این سخن‌رانی متعاقباً به‌عنوان یک جزوه ۵۷ صفحه‌ای توسط آکسفورد در انتشارات کلارندون منتشر شد. همچنین در مجموعه مقالات برلین با عنوان چهار مقاله در مورد آزادی (۱۹۶۹) وجود دارد و در مجموعه‌ای با عنوان آزادی: ترکیب چهار مقاله در مورد آزادی (۲۰۰۲) مجدداً منتشر شد.

این مقاله با رویکرد تحلیلی خود به تعریف مفاهیم سیاسی، مطالعه فلسفه سیاسی را دوباره به روش‌های فلسفه تحلیلی معرفی کرد. همچنین یکی از اولین نظرات برلین از هستی‌شناسی اخلاقی او از تکثرگرایی ارزشی است. برلین آزادی منفی را (همان‌طور که اصطلاح «آزادی» توسط توماس هابز استفاده شد) به‌عنوان فقدان اجبار یا مداخله در اعمال خصوصی احتمالی عوامل، توسط یک بدن اجتماعی بیرونی تعریف کرد. او همچنین آن را به‌عنوان یک ایده‌آل سیاسی نسبتاً جدید تعریف کرد که در اواخر قرن هفدهم، پس از تولد آن در آموزه‌های باستانی آنتیفون سوفیست، شاگردی سیرنائی، و اوتانس پس از مرگ شبه اسمردیس، دوباره ظهور کرد. برلین در مقدمه‌ای بر این مقاله می‌نویسد:
«در مورد اوتانس، او نه می‌خواست حکومت کند و نه بر او حکومت شود؛ دقیقاً برعکس تصور ارسطو از آزادی واقعی مدنی… [این آرمان] منزوی باقی می‌ماند و تا زمانی که اپیکوریسم توسعه نیافته بود… این مفهوم صریحاً ظهور نکرده بود».